# Melroy Morton
Melroy Morton (* 15. August 1991 in Basseterre) ist ein Fußballspieler von St. Kitts und Nevis.

## Karriere

### Klub
Mindestens seit der Saison 2010/11 spielt er bei den Cayon Rockets.

### Nationalmannschaft
Seinen einzigen Einsatz für seine Nationalmannschaft erhielt er am 22. Februar 2016, bei einem 3:0-Freundschaftsspielsieg über Bermuda, als er in der 85. Minute für Javeim Blanchette eingewechselt wurde.